# Eriospermum
Eriospermum là một chi thực vật có hoa trong họ Asparagaceae.